# Abraham-Lincoln-Straße 1 (Weimar)

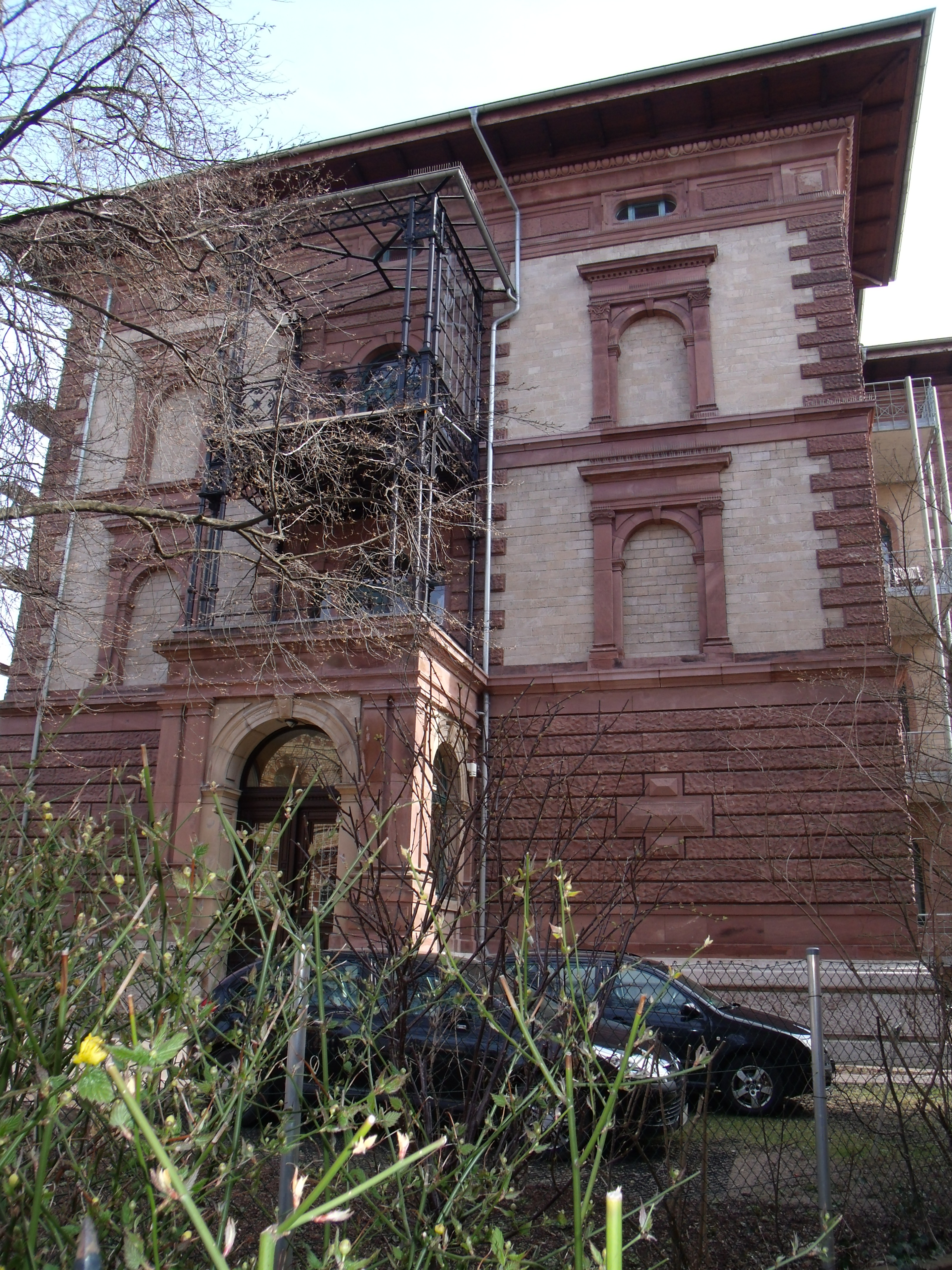
Abraham-Lincoln-Straße 1

Die Villa in der Abraham-Lincoln-Straße 1 im italienischen Stil der Neorenaissance ist ein Gebäude, das 1893 für die Versicherungsgesellschaft „Union“ von Otto Minkert entworfen wurde. Ende des 19. Jahrhunderts gehörte diese Versicherungsgesellschaft zu den vier größten deutschen Hagel-Versicherungen. Die Hagelversicherungs-Gesellschaft Union war bereits seit 1853 in Weimar ansässig. Bevor sie in dieses Gebäude einzog, war die Versicherungsgesellschaft am Wielandplatz 2/3 ansässig. Das dreigeschossige Gebäude besitzt Wintergärten. Für die Hagelversicherungsgesellschaft gibt es zumindest bis zum Jahr 1915 eine Aktenüberlieferung. Bereits für die Jahre 1850–1855 gibt es eine archivalische Überlieferung. Dort befand sich der Sitz der russischem Kommandantur.
Heute befinden sich außer einer Geschäftseinheit sechs Wohnungen in dem Gebäude.
Das Gebäude steht auf der Liste der Kulturdenkmale in Weimar.